# Port de Dhamra

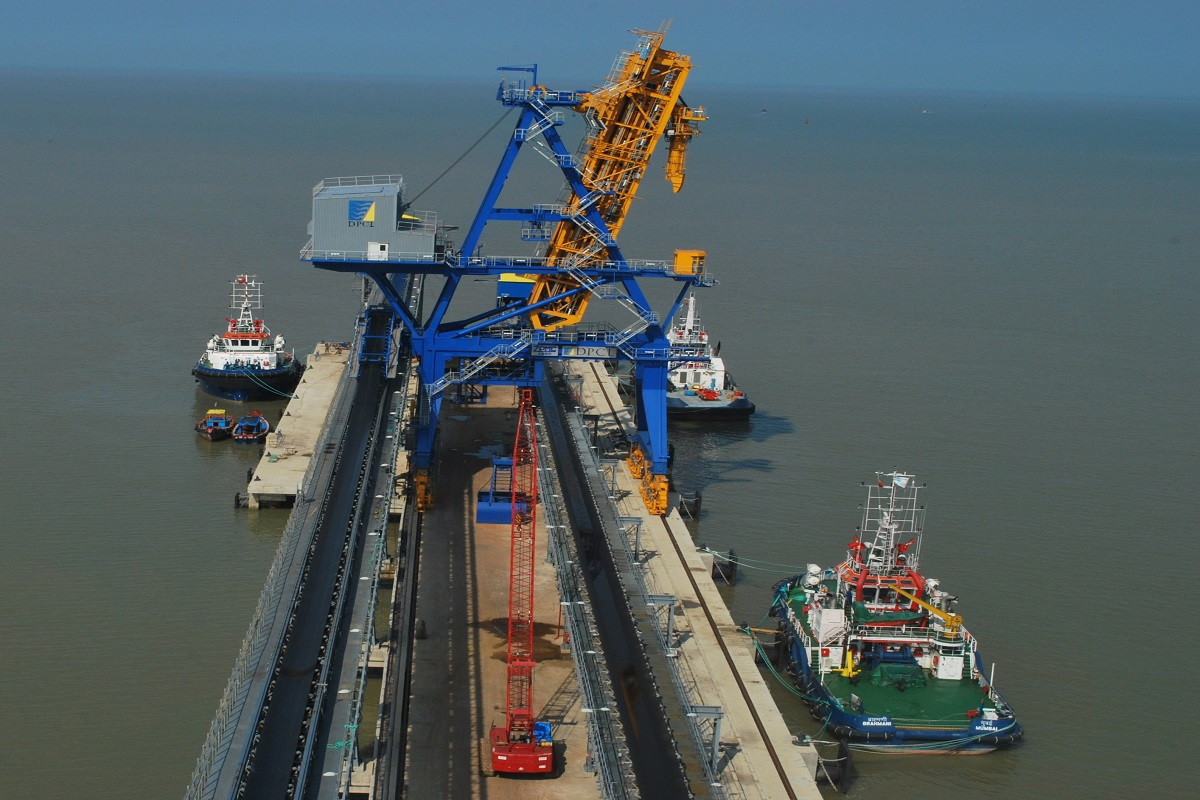
Port de Dhamra

El Port de Dhamra és un gran port, parcialment encara en construcció (iniciada el març del 2007), a Orissa, Índia, que ha d'iniciar operacions el 2010.
El projecte s'està implementat per diverses companyies que hauran de proveir el serveis portuaris. En la seva primera fase el port tindrà capacitat per 12 milions de tones de càrrega. El punt del port està situat a 7 km de la boca del riu Dhamra. La seva capacitat final hauria de ser 25 milions de tones de càrrega. La proximitat del minerals d'Orissa, Jharkhand i Bengala Occidental li garanteix ser un servei eficaç a la zona oriental de l'Índia.
L'antic port, a l'estuari del riu, fou declarat port segur el 1858; el nom es donava al canals navegables del Dhamra amb una certa extensió que incloïa Chandbali, al Baitarani, on es feia el trànsit de vapors; Hansua, al Brahmani, un gran centre comercial de sal; Patamundai, al mateix riu; i Aul, al Kharsua; la principal exportació era arròs. A la segona meitat del segle xx va esdevenir principalment un port pesquer.